# Plebicula glaucargester
Plebicula glaucargester är en fjärilsart som beskrevs av Ruggero Verity 1939. Plebicula glaucargester ingår i släktet Plebicula och familjen juvelvingar. Inga underarter finns listade i Catalogue of Life.